# Киселина
Киселините са вещества, които участват в химични реакции с основи, приемайки електрони отдадени от основите. Повечето киселини с практическо значение са водоразтворими. При разтварянето си те се дисоциират на водородни катиони (H+) и киселинни аниони, а водородният им показател (pH) е по-малък от 7.
Характерни за киселините са интензивните химични реакции с основи и метали. При стайни условия те могат да бъдат в твърдо, течно или газообразно състояние. Често срещани киселини са оцетната киселина (в оцета), сярната киселина (в автомобилните акумулатори) или винената киселина (използвана в сладкарството).

## Дефиниции
В съвременната химия се използват няколко дефиниции за киселина, които донякъде се различават по своя обхват. Най-широко използвана е дефиницията на Брьонстед-Лоури.

### Киселини на Арениус
През 1884 година шведският химик Сванте Август Арениус свързва общите свойства на киселините с присъстващия в тях водород. Киселина на Арениус е вещество, което увеличава концентрацията на хидроксониеви катиони (H3O+) при разтваряне във вода. Това определение следва от равновесната дисоциация на водата на хидрониеви катиони и хидроксидни аниони:
H2O(l) + H2O(l) ⇋ H3O+(aq) + OH−(aq)
В чистата вода по-голямата част от веществото е във вид на молекули H2O, на малък брой молекули непрекъснато се дисоциират и реасоциират. Чистата вода е с неутрална киселинност, тъй като концентрацията на хидроксидни йони винаги остава равна на тази на хидрониевите йони.
Основа на Арениус е вещество, което при разтваряне във вода увеличава концентрацията на хидроксидни йони.

### Киселини на Бьонстед-Лоури
Макар че определението на Арениус е полезно за описването на много реакции, то остава твърде ограничено. През 1923 година датчанинът Йоханес Бьонстед и англичанинът Мартин Лоури самостоятелно установяват, че реакциите между киселина и основа са свързани с прехвърлянето на протон. Киселина на Бьонстед-Лоури (или само киселина на Бьонстед) е вещество, което отдава протон при реакция с основа на Бьонстед-Лоури.
Дефиницията на Бьонстед-Лоури има някои преимущества пред тази на Арениус. Пример за това са следните реакции на оцетната киселина (CH3COOH):
И двете определения описват добре първата реакция: CH3COOH действа като киселина на Арениус, защото е източник на H3O+ при разтваряне във вода, и като киселина на Брьонстед, защото отдава протон. Във втория пример CH3COOH е подложен на същата трансформация, отдавайки протон на амоняка (NH3), но дефиницията на Арениус е неприложима, защото в резултат на реакцията не се получава хидрониев катион.
Определението на Брьонстед-Лоури обхваща и молекулни съединения, докато това на Арениус е ограничено до йонните. Хлороводородът (HCl) и амонякът могат да реагират при различни условия, образувайки амониев хлорид (NH4Cl). Във воден разтвор HCl се държи като солна киселина и присъства под формата на хидрониеви и хлорни йони. Следната реакция показва ограниченията на определението на Арениус:
1. H3O+(aq) + Cl−(aq) + NH3 → Cl−(aq) + NH4+(aq)
2. HCl(бензен) + NH3(бензен) → NH4Cl(s)
3. HCl(g) + NH3(g) → NH4Cl(s)

Както и при реакциите на оцетната киселина, двете дефиниции са напълно приложими за първия пример, където водата е разтворител и се образува хидрониев йон. Следващите две реакции не включват образуването на йони, но също са реакции с отдаване на протон. Във втората реакция хлороводородът и амонякът, разтворени в бензен, реагират и образуват твърд амониев хлорид, а в третата газообразни HCl и NH3 се съединяват в твърдо вещество.

### Киселини на Люис
Американският химик Гилбърт Люис предлага трето определение за киселина, което обхваща и реакции, със свойствата на тези между киселина и основа, но които не включват отдаване на протон. Киселина на Люис е вещество, което при реакция с основа на Люис приема електронна двойка от друго вещество. По този начин всички киселини на Брьонстед са и киселини на Люис, но не всички киселини на Люис са киселини на Брьонстед. Това се вижда в следния пример:
В първата реакция флуориден йон (F−) отдава електронна двойка на боров трифлуорид, за да образува тетрафлуороборатен йон. Флуоридът губи двойка валентни електрони, защото електроните във връзката B—F са разположени в пространството между двете атомни ядра и съответно са по-отдалечени от флуоридното ядро, отколкото при самостоятелния флуориден йон. BF3 е киселина на Люис, защото приема електронна двойка от флуорида. Тази реакция не може да бъде описана с теорията на Брьонстед, защото няма трансфер на протони.
Втората реакция може да бъде описана и с двете теории. Един протон се отдава от някаква киселина на Брьонстед на амоняк, основа на Брьонстед. От друга страна амонякът действа като основа на Люис – кислородният атом в H3O+ получава двойка електрони, когато една от H—O връзките е разрушена и образуващите я електрони се измествът към кислородния атом. В зависимост от контекста киселините на Люис могат да бъдат описани като окислители или като електрофили.

## Дисоциация и равновесие
Реакциите на киселините често се обобщават във формата HA ⇋ H+ + A−, където HA е киселината, а A− е нейната спрегната основа. Спрегнатите двойки киселина-основа се различават само по един протон и могат да бъдат преобразувани една в друга чрез добавяне, съответно премахване, на протон. По принцип е възможно киселината да е заредена, а основата – неутрална. В този случай общият вид на реакцията е HA+ ⇋ H+ + A.
В разтвор съществува химическо равновесие между киселината и нейната спрегната основа. Константата на равновесието K изразява равновесната концентрация на молекулите или йоните в разтвора. При реакциите киселина-основа обикновено се използва константата на киселинна дисоциация Ka. Нейната стойност е равна на концентрацията на H+ и на спрегнатата основа, разделена на концентрацията на киселината:
{\displaystyle K_{a}={\frac {[{\mbox{H}}^{+}][{\mbox{A}}^{-}]}{[{\mbox{HA}}]}}}
По-силните киселини имат по-голяма константа на дисоциация – съотношението на водородни йони към киселина е по-високо при по-силните киселини, тъй като те са по-склонни да отдават протон.
Тъй като стойностите на Ka са в много широк интервал, по-често се използва показателят pKa = −log10 Ka. По-силните киселини имат по-малък pKa. В справочниците обикновено се включват експериментално определени стойности на pKa на воден разтвор при температура 25 °C.

## Видове киселинни аниони
- прости – F-, Cl-,S2- и др.
- сложни – SO42-, NO3-, C6H5OO-, CN- и други;

## Видове киселини

### Според броя на водородните йони
- едноосновни – HCl, CH3COOH, HCN;
- двуосновни – H2SO4, H2SO3, H2S, H2CO3;
- триосновни – H3PO4
- четириосновни – (HO2CCH2)2NCH2CH2N(CH2CO2H)2 (ЕДТА)

Основността на киселините се определя от броя молове водородни катиони, които се получават при дисоциацията на 1 mol киселина. Електролитната дисоциация на многоосновните киселини се осъществява на етапи, като при всеки се получава по 1 mol водороден катион:
1. H2SO4 → H++ HSO4- (хидрогенсулфатен анион)
2. H2SO4 → 2 H+ + SO42- (сулфатен анион)
3. HSO4- ↔ H+ + SO42- (сулфатен анион)

Водните им разтвори променят синия лакмус в червен, имат кисел вкус, взаимодействат с активни метали, с основни оксиди и основи, с амфотерни оксиди и амфотерни хидроксиди. Силата на киселината обикновено се измерва с концентрацията на водородните йони. Имат широко приложение в химията, химичната технология, различни производителни процеси и в бита.

### Според кислородния състав

#### Безкислородни киселини
- флуороводород = флуороводородна киселина
- хлороводород = солна киселина
- бромоводород = бромоводородна киселина
- йодоводород = йодоводородна киселина
- циановодород = синилна киселина

#### Кислородсъдържащи киселини
- сулфат = сярна киселина
- сулфит = серниста киселина
- дитионит = дитиониста киселина
- дитионат = дитионова киселина